# Рутулци
Рутулците (рутулски: Myhabyr, руски: Рутулы или Рутульцы) са хора, населяващи Дагестан, Русия и Азербайджан. Според преброяването от 2010 г. в Русия има 35 240 рутулци. Рутулският език принадлежи към групата от нахско-дагестанските езици. В религиозно отношение са мюсюлмани сунити.